# Jmjd1a
Jmjd1a（ジェーエムジェー ディーワン エー、英:Jmjd1a、Jumonji domain-containing 1a）は、「ジュモンジ（jumonji）C」（JmjC）ドメインを持つヒストン脱メチル化酵素。

## 用語
Jmjd1aの「Jmj」は「Jumonji」の略。つづく「d1a」は「domain-containing 1a」の略で、「ドメイン1aを含む」という意味。つまり、Jmjd1aは、「Jumonjiドメイン1aを含む」（Jumonji domain-containing 1a）タンパク質となる。
1995年、三菱化学生命科学研究所の竹内 隆（Takeuchi Takashi、現・鳥取大学医学部教授）が、成育が異常なマウスの神経管（将来の脳）の姿が「十文字」（漢字の「十」）に見えたことから、原因遺伝子を「jumonji」と命名した（マウスの写真） 。
Jmjd1aの別名リスト：Testis-specific gene A (TSGA) タンパク質、JHDM2A (JmjC-domain-containing histone demethylase 2A）、KIAA0742、JHMD2A、KDM3A、DKFZp686A24246、DKFZp686P07111、JMJD1、jumonji domain containing 1、Jumonji domain-containing protein 1A、JmjC domain-containing histone demethylation protein 2A、lysine (K)-specific demethylase 3A、Lysine-specific demethylase 3A

## 発見

### 遺伝子
1991年、マウス精巣cDNAライブラリーから精巣特異的な遺伝子（gene with testis-specific expression：TSGA）として最初に発見されたが、当初、機能は不明だった 。

### 脱メチル化酵素活性
生物の体細胞ゲノムはどれも同じだが、細胞は分化に伴い各細胞に特有の性質を持つようになる。遺伝子は同じなのに、発現するタンパク質が異なるからである。では、どうやって、このコントロール、つまり転写制御をしているのだろうか？ これがエピジェネティクスという新しい学問の根本的な問いかけである。
ゲノムDNAには塩基性タンパク質のヒストンが、きつく巻きついている。このヒストンをほどくことで、ほどかれた部分のDNAが転写できるようになると考えられた。1964年にメチル化によるヒストンの化学的修飾が発見されたが、長い間、転写を不活性化するための恒常的な仕組みとみなされていた。しかし、ヒストンのメチル化をはずし、ヒストンをほどけば転写が起こる。ヒストンをほどくには、ヒストンを化学的にいじることになるが、そのいじり方の1つは脱メチル化である。しかし、ヒストンの脱メチル化酵素は、2004年、リジン特異的脱メチル化酵素(Lysine-specific demethylase 1、Lsd1)が発見されるまで その存在さえ、問われることがなかった。そして、2006年、Jmjd1aが、ヒストン脱メチル化酵素だと報告された 。

## 機能

### ヒストンの脱メチル化
Jmjd1aは、核レセプターのタンパク質に結合するLXXLモチーフ（短いペプチド構造）を持ち、アンドロゲンレセプター（AR）に結合することから、男性ホルモンであるアンドロゲンに反応して転写制御をすると考えられる 。

### 性決定
脊椎動物の哺乳類はXY型の性染色体で、遺伝性の性決定を行う。哺乳類のY染色体上にある特定の遺伝子（SRY遺伝子）が働くことで、胚の性別を雄に決定する。
哺乳類のSRY遺伝子は、生殖腺を精巣に分化させるスイッチとなる遺伝子であり、SRY遺伝子が発現しない場合は生殖腺は卵巣に分化する。
2013年、立花誠(京都大学・准教授)は、マウスの第6染色体（ヒトの第2染色体）にあるJmjd1aが働かないと、Y染色体にあるSRY遺伝子のヒストンH3K9を脱メチル化できず、マウスはY染色体があっても6割はメスになることを発見した 。

## 遺伝子欠損マウス
Jmjd1a遺伝子欠損マウス（Jmjd1a KO）は、高脂血症、高血糖、高インスリン血症、インスリン感受性の低下を示し、加齢に伴って肥満になる。つまり、糖脂質代謝や代謝関連遺伝子発現の異常を示す 。